# Pañolero
Se llama pañolero al marinero o soldado que está encargado de la colocación y custodia de los pertrechos en los pañoles.

## Tipos
- Pañolero del condestable o de Santa Bárbara. Individuo que arreglaba y custodiaba la pólvora, pertrechos y otros efectos del condestable. Anteriormente, solía ser un soldado artillero.
- Pañolero del contramaestre o de proa. Marinero que cuidaba los pertrechos del contramaestre.